# Coupe du monde de triathlon 1991
Navigation
Édition suivante
La coupe du monde de triathlon 1991 est composée de 11 courses organisées par la Fédération internationale de triathlon (ITU). Chacune des courses est disputée au format olympique soit 1500 m de natation, 40 km de cyclisme et 10 km de course à pied.

## Étapes de l'épreuve
| Date          | Lieu                     | Format | Homme             | Femme            |
| ------------- | ------------------------ | ------ | ----------------- | ---------------- |
| 5 mai         | St. Croix - Îles Vierges | M      | Mike Pigg         | Carol Montgomery |
| 19 mai        | San Andrés               | M      | Dan Murray        | Karen Smyers     |
| 13 juillet    | Portaferry               | M      | Andrew McNaughton | Karen Smyers     |
| 27 juillet    | Vancouver                | M      | Greg Welch        | Sue Schlatter    |
| 4 août        | Toronto                  | M      | Brad Beven        | Karen Smyers     |
| 15 août       | Embrun                   | M      | Mark Allen        | Melissa Mantak   |
| 1er septembre | Pékin                    | M      | Nick Croft        | Terri Smith-Ross |
| 7 septembre   | Texas Hill               | M      | Greg Welch        | Carol Montgomery |
| 15 septembre  | Paris                    | M      | Rémi Rampteau     | Isabelle Mouthon |
| 21 septembre  | Las Vegas                | M      | Mike Pigg         | Erin Baker       |
| 16 novembre   | Ixtapa                   | M      | Brad Kearns       | Karen Smyers     |

## Par nation
| Rang | Nation           | Victoires |
| ---- | ---------------- | --------- |
| 1    | États-Unis       | 9         |
| 2    | Canada           | 7         |
| 3    | Australie        | 3         |
| 4    | France           | 2         |
| 5    | Nouvelle-Zélande | 1         |

## Classements généraux
| Rang               | Nom               |
| ------------------ | ----------------- |
| Médaille d'or      | Leandro Macedo    |
| Médaille d'argent  | Greg Welch        |
| Médaille de bronze | Andrew McNaughton |
| 4                  | Ricardo González  |
| 5                  | Simon Cassidy     |
| 6                  | Garrett McCarthy  |
| 7                  | Eben Jones        |
| 8                  | Frank Clarke      |
| 9                  | Bernardo Zetina   |
| 10                 | Mike Pigg         |

| Rang               | Nom                  |
| ------------------ | -------------------- |
| Médaille d'or      | Karen Smyers         |
| Médaille d'argent  | Terry Smith-Ross     |
| Médaille de bronze | Catherine Davies     |
| 4                  | Sue Schlatter        |
| 5                  | Carol Montgomery     |
| 6                  | María Luisa Martínez |
| 7                  | Melissa Mantak       |
| 8                  | Joanne Ritchie       |
| 9                  | Kendall Morrison     |
| 10                 | Béatrice Mouthon     |